# Ornolac-Ussat-les-Bains
Ornolac-Ussat-les-Bains település Franciaországban, Ariège megyében. Lakosainak száma 248 fő (2022. január 1.). Ornolac-Ussat-les-Bains Arnave, Bouan, Cazenave-Serres-et-Allens, Larnat, Niaux, Ussat, Verdun és Aulos-Sinsat községekkel határos.

## Népesség
A település népessége az elmúlt években az alábbi módon változott:
| Lakosok száma | 236  | 226  | 215  | 212  | 225  | 242  | 236  | 243  | 248  | 248  |
|               | 1968 | 1982 | 1990 | 2006 | 2013 | 2015 | 2017 | 2019 | 2020 | 2022 |